# مایکل گریلس
مایکل گریلس (انگلیسی: Michael Grylls؛ ‏ ۲۱ فوریهٔ ۱۹۳۴ – ۷ فوریهٔ ۲۰۰۱) سیاستمدار اهل بریتانیا بود. وی پدر بر گریلس بود.
وی همچنین برندهٔ جوایزی همچون شوالیه (عنوان) شده‌است.